# 53. nordlige breddekreds
Den 53. nordlige breddekreds (eller 53 grader nordlig bredde) er en breddekreds, der ligger 53 grader nord for ækvator. Den løber gennem Europa, Asien, Stillehavet, Nordamerika og Atlanterhavet.